# Beryli nitrat
Beryli nitrat là một hợp chất vô cơ có công thức hóa học là Be(NO3)2. So với nhiều hợp chất beryli khác, hợp chất này có cộng hóa trị cao hơn. Rất ít tính chất hóa học của nó được biết đến nhiều. Khi thêm vào nước, khói màu nâu được tạo ra; khi thủy phân trong dung dịch natri hydroxide, cả ion nitrat và nitrit đều được tạo ra.

## Tính chất
Phức màu vàng rơm Be (NO3)2(N2O4) hình thành khi beryli chloride với dinitơ tetroxide:
BeCl2 + 3N2O4 → Be(NO3)2(N2O4) + 2NOCl
Sau khi được xử lý, phức này mất N2O4 và tạo ra Be(NO3)2 khan không màu. Việc làm nóng thêm Be(NO3)2 tạo ra sự chuyển đổi thành beryli nitrat cơ bản, có cấu trúc tương tự như cấu trúc của beryli acetat cơ bản . 
Không giống như beryli acetat cơ bản, với sáu nhóm methyl ưa béo, nitrat base không hòa tan trong hầu hết các dung môi.